# NGC 5519
NGC 5519 (ook: NGC 5570) is een spiraalvormig sterrenstelsel in het sterrenbeeld Ossenhoeder. Het hemelobject werd op 23 januari 1784 ontdekt door de Duits-Britse astronoom William Herschel.

## Synoniemen
- UGC 9111
- MCG 1-36-25
- ZWG 46.70
- PGC 50865